# فورستویل، کبک
فورستویل (به فرانسوی: Forestville) شهرکی در منطقه شهری لا اوت-کوت-نورد ناحیه کوت-نور در استان کبک کانادا است. در سرشماری سال ۲۰۱۱ این شهرک ۳٬۶۳۷ نفر جمعیت داشته‌است و مساحت آن ۲۴۱٫۷۳ کیلومتر مربع است.